# Mesa (Programmiersprache)
Mesa ist eine in den 1970er Jahren am Xerox PARC entwickelte, imperative Programmiersprache. Sie ähnelt den ALGOL-Programmiersprachen und wurde unter anderem dafür verwendet, den Xerox Alto, einen der ersten Computer mit einer grafischen Benutzeroberfläche (GUI) und später die Xerox Star Workstation zu programmieren. Auch die Desktop-Umgebung GlobalView wurde mit dieser Programmiersprache entwickelt.
Mesa war ab 1976 im Einsatz und wurde bei Xerox Parc später zu Cedar weiterentwickelt.
Aufgrund dieser Vergangenheit kannten sich ausgebildete Mesa-Programmierer von Xerox normalerweise auch sehr gut mit den Grundsätzen der Entwicklung von GUIs, Netzwerkumgebungen und anderen Bereichen der Computertechnik aus, mit denen Xerox zum Fortschritt der Informatik beigetragen hat. Obwohl Mesa zu seiner Zeit eine sehr fortschrittliche Programmiersprache war, wurde sie außerhalb von Xerox kaum genutzt. Dennoch beeinflusste sie die IT-Industrie maßgeblich. So war Steve Jobs vom Xerox Alto, auf dem Mesa entwickelt wurde, sehr beeindruckt, sodass die Gestaltung der Benutzeroberfläche von Apples Lisa- und Macintosh-Computern maßgeblich beeinflusst wurde, was letztlich auch zu der Entwicklung von Microsoft Windows führte, welches 1985 seine Markteinführung hatte. Auch Niklaus Wirth war bei der Entwicklung von Modula-2 davon beeinflusst.